# Reformierte Kirche Kirchleerau

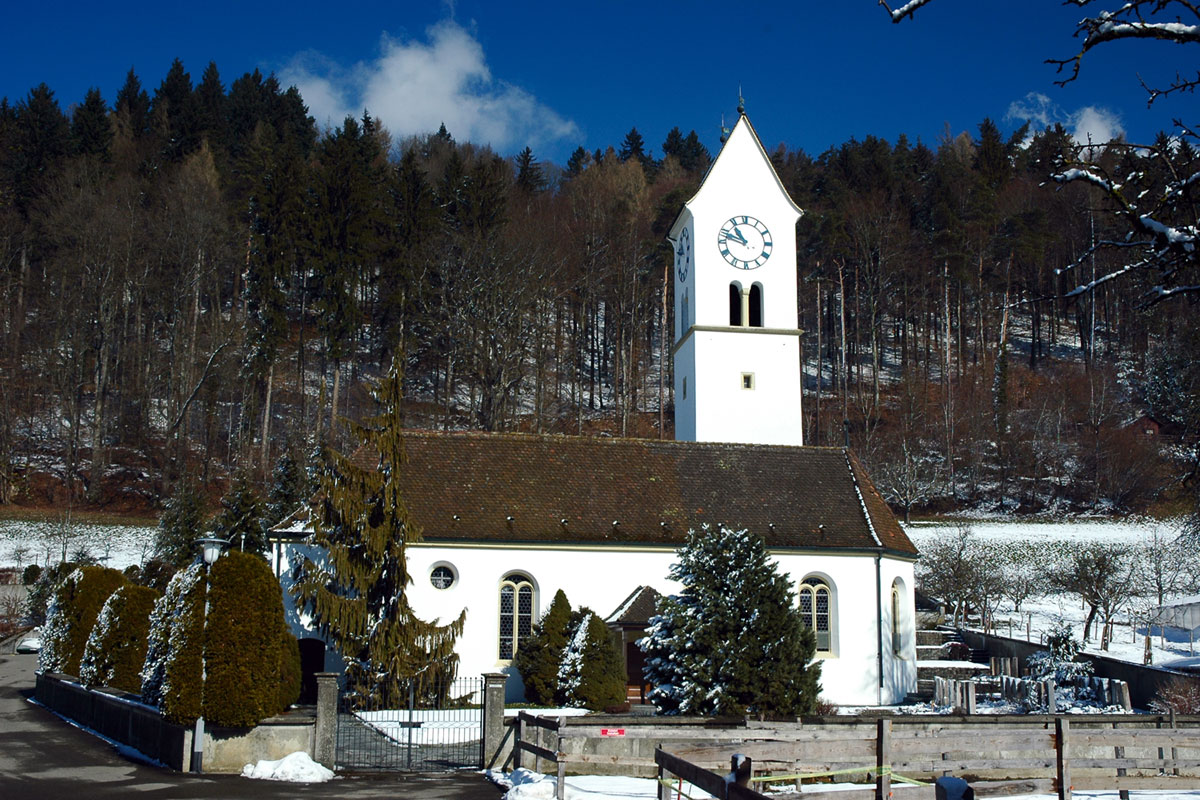
Kirche von Kirchleerau

Die reformierte Kirche Kirchleerau   ist die reformierte Kirche der aargauischen Gemeinde Kirchleerau im Kanton Aargau und gehört der Kirchgemeinde Kirchleerau, zu der auch Moosleerau gehört.

## Geschichte
Eine Kirche gab es in Kirchleerau ungefähr ab 1050. Erstmals urkundlich erwähnt wurde sie 1275. Das romanische Kirchenschiff der heutigen Kirche stammt in etwa aus dieser Zeit. Im Jahre 1595 wurden der heutige Kirchturm und der Chor im gotischen Stil errichtet. Weitere Arbeiten scheinen im Jahr 1636 vorgenommen worden zu sein. Der Kirchensatz gelangte im 15. Jahrhundert in den Besitz der Herrschaft Rued. Er gehörte in der Folge den jeweiligen Herren, zuletzt den Edlen von May, bis diese ihn 1834 an den Kanton Aargau verkauften.

## Gebäude und Ausstattung
Die Kirche steht exakt geostet inmitten des Friedhofs. Unter einem durchgezogenen Satteldach schliesst sich an das Langhaus der dreiseitig geschlossene Chor. An die Westseite ist ein moderner Vorhallenbau aus dem frühen 20. Jahrhundert angefügt; in diesem Bereich ist das Dach abgewalmt. An der Nordseite des Chors erhebt sich der schlanke Kirchturm mit quergestelltem Satteldach (Käsbissen).
Im Innern ist der um zwei Stufen erhöhte Chor vom Kirchenschiff durch einen Spitzbogen getrennt. Auf der Rückseite des Schiffs erhebt sich eine Empore. An der Südmauer finden sich Reste einer Wandmalerei aus spätgotischer Zeit. Aus der Zeit zwischen dem Ende des 15. und der Mitte des 17. Jahrhunderts stammen Wappenscheiben verschiedener Kirchherren an den Chorfenstern. 1969 erhielt die Kirche eine Orgel der Firma Walcker (Ludwigsburg) mit 13 Registern.